# كامل طاهر
كامل طاهر (كامل طاهر؛ 11 يناير 1945 – 11 يناير 2023) كان لاعب كرة قدم جزائري، شغل مركز حارس المرمى.

## الحياة المبكرة
وُلد كامل طاهر يوم 11 يناير 1945 في منطقة سانت أوجين (بولوغين حاليًا) بالعاصمة الجزائرية. نشأ في محيط شعبي وبيئة رياضية ساعدته على تطوير شغفه بكرة القدم، ما ساهم في انضمامه إلى أحد أندية المدينة مبكرًا.

## المسيرة مع الأندية
بدأ طاهر مشواره الكروي مع أو.إم سانت أوجين، ثم انتقل إلى اتحاد الجزائر، حيث لعب بين 1964 و1969. بعد ذلك، لعب موسمين مع الجمارك الجزائرية، ثم التحق بـشبيبة القبائل حيث تألق بشكل لافت وحقق العديد من الألقاب.

## المسيرة الدولية
شارك كامل طاهر في 11 مباراة دولية مع المنتخب الوطني الجزائري بين عامي 1966 و1974. كانت أولى مبارياته الدولية أمام ليبيا في 24 نوفمبر 1971 (0–0)، واختتم مشاركاته الدولية في 11 مايو 1974 أمام تونس (1–2).

## بعد الاعتزال
بعد نهاية مشواره الكروي، انخرط طاهر في مجال تدريب الحراس وساهم في تكوين الأجيال القادمة في مراكز التكوين المحلية. كما شارك في التحليل الرياضي في الإعلام الجزائري.
في السنوات الأخيرة من حياته، كرّس طاهر جزءًا كبيرًا من وقته للعمل التطوعي والمشاركة في فعاليات رياضية وثقافية داخل الأحياء الشعبية في العاصمة الجزائرية. وقد عرف عنه حرصه على توجيه النشء الجديد من اللاعبين، حيث شارك في عدد من الملتقيات التي تهتم بتاريخ كرة القدم الجزائرية ودور الرياضيين في فترة ما بعد الاستقلال. كما تمت دعوته من قبل اتحادية كرة القدم الجزائرية لتكريمه في مناسبات عدة عرفانًا بمسيرته المشرفة.

## الإنجازات

### مع اتحاد الجزائر
- وصيف كأس الجزائر مرتين: 1968–69، 1969–70.
- وصيف كأس المغرب العربي للأندية الفائزة بالكؤوس: 1969–70.

### مع شبيبة القبائل
- الدوري الجزائري (3): 1972–73، 1973–74، 1976–77.
- كأس الجزائر (1): 1976–77.
- كأس السوبر الجزائري (1): 1973.
- وصيف كأس المغرب العربي للأندية البطلة: 1973–74.